# Juliano Mineiro
Juliano Mineiro Fernandes (Rio de Janeiro, 14 febbraio 1986) è un ex calciatore brasiliano, di ruolo centrocampista.

## Carriera
Ha giocato nella massima serie dei campionati brasiliano, portoghese, thailandese e malaysiano.